# Bajau

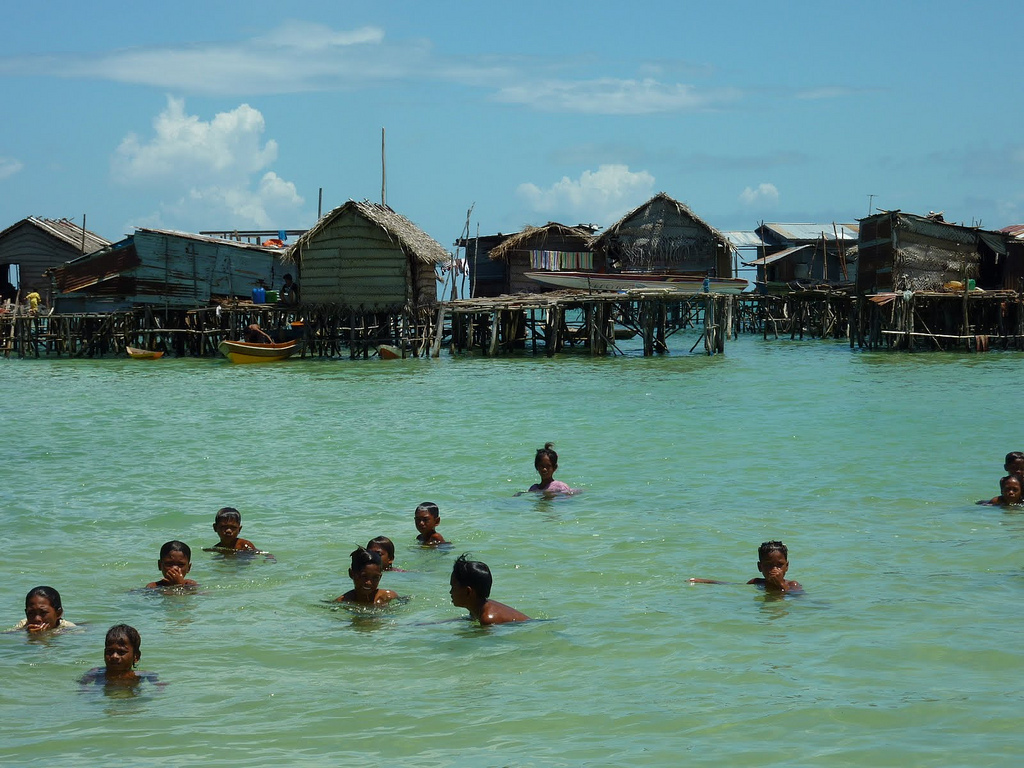
Nederzetting van de Bajau en duikers in het water

De Bajau (/ˈbɑːdʒaʊ, ˈbæ-/, ook gespeld Badjao, Bajaw, Badjau, Badjaw, Bajo of Bayao) of Sama zijn een bevolkingsgroep die behoort tot de Austronesische volken van maritiem Zuidoost-Azië, tussen Noord-Kalimantan en de Filipijnen. 
De Bajau leven traditioneel van onderwaterjacht. Hun traditionele behuizing bestaat uit houten woningen op palen boven het zeewater.
Een deel van dit volk leeft in de nederzetting Jaya Bakti in Celebes (Sulawesi) van de onderwaterjacht door middel van speren op vis, zeekomkommers en octopussen. Zij staat bekend als 'zeenomaden'. Hierbij kunnen zij langdurig onder water blijven. Het is gebleken dat dit mogelijk is doordat de milt, die tijdens het onderwaterverblijf langduriger dan normaal, zuurstofrijk bloed afgeeft, zich bij dit volk door genetische evolutie heeft kunnen ontwikkelen tot een vergroting van anderhalfmaal zoveel in vergelijking met naburige volken, die deze vorm van jacht niet beoefenen, zoals de Saluan in Koyoan.